# Proteostrenia transbaicalensis
Proteostrenia transbaicalensis là một loài bướm đêm trong họ Geometridae.